# Gabrielle Christian
Gabrielle Christine Horchler (Washington, 30 de julho de 1984) é uma atriz e cantora estadunidense mais conhecida por sua atuação como Carlin Spencer na série South of Nowhere do canal TeenNick e também fez uma breve participação na série Drake e Josh.

## Vida pessoal
Christian ajuda a mãe com a organização Síndrome de morte súbita infantil (SMSI). Esta organização foi criada por sua mãe após a morte de seu filho em 1991. Ela usa o sobrenome cristão em memória de seu irmão. Sua mãe escreveu um livro, muitas vezes conhecido como "SIDS "Bible. O livro apresenta um poema cristão que escreveu quando tinha 8 anos de idade. Ela fala fluentemente húngaro, de conversação francês e russo básico.

## Filmografia
| Ano  | Título                     | Personagens  | Notas        |
| 2005 | American Gun               | Garota       |              |
| 2007 | South of Pico              | Astrid       |              |
| 2011 | Girltrash!: All Night Long | Colby Robson | Protagonista |
| 2011 | You're Cordially Uninvited | Rose         | Protagonista |

### Televisão
| Ano       | Título              | Personagens       | Notas                                                             |
| 2000      | Young Americans     | Grace Banks       | 3 episódios: "Cinderbella", "Winning Isn't Everything" and "Gone" |
| 2003      | What Should You Do? | Tai               |                                                                   |
| 2004      | Without a Trace     | Monica            |                                                                   |
| 2006      | Windfall            | Miranda Keyton    | 2 Episódios:"Truth Be Told" and "Priceless"                       |
| 2005–2007 | Drake & Josh        | Lucy              | 2 episódios:"Girl Power" e "The Storm"                            |
| 2005–2008 | South of Nowhere    | Spencer Carlin    | Protagonista                                                      |
| 2007      | CSI: Miami          | Amy Hobbs         | Episódio: "Permanent Vacation"                                    |
| 2008      | Numb3rs             | Audrey Doran      | Episódio: "Atomic No. 3"                                          |
| 2010      | House MD            | Justine           | Episódio: "Paternidade Indesejada"                                |
| 2011      | The Protector       | Laurel Nash       | Episódio: "Rats"                                                  |
| 2011      | The Middle (série)  | Mini-Mart Cashier | Episódio: "Thanksgiving III"                                      |

## Ligações Externas
- Official Gabrielle Christian Website